# Dark Tranquillity
Dark Tranquillity és un grup de death metal melòdic provinent de la ciutat de Göteborg, Suècia, considerat un dels pioners d'aquest gènere del metall, juntament amb At the Gates i In Flames.

## Història
Dark Tranquillity es formà l'any 1989 sota el nom de Septic Broiler com un grup de thrash metal.
En 1990, la banda gravà la seua primera demo, Enfeebled Earth, just abans d'optar pels dos grans canvis significatius: el nom de la banda, que passaria a anomenar-se Dark Tranquillity (Fosca Tranquil·litat), i l'estil de música, més inclinats a experimentar amb el nou gènere que s'estava duent a terme aleshores en la seua ciutat natal.
Editaren dues demos més, Trail of Life Decayed (1991) i A Moonclad Reflection (1992), remasteritzats dos anys més tard.
En 1993, el vocalista original, Anders Fridén, deixà la banda i posteriorment formà part de l'equip d'In Flames. Mikael Stanne, guitarra rítmica i corista del grup, esdevingué el nou vocalista com a frontman de la banda i Fredrik Johansson s'incorporà en el lloc vacant.
Passats sis anys, Fredrik Johansson hagué de deixar la banda i fou substituït per Martin Henriksson, que fins aleshores havia estat el baixista. Michael Nicklasson i Martin Brändström s'afegiren com a nous components, baixista i teclista respectivament. Poc després signaren un contracte amb la important discogràfica Century Media Records.
La banda havia mantingut una línia musical estable amb guitarres ràpides però melòdiques en contraposició a una veu gutural molt abstracta. Amb el temps han anat incorporant elements propis del metall progressiu.
Des de 1995 fins al 2002, Fredrik Nordström, reconegut com el principal productor de death metal melòdic, ha estat l'encarregat de produir els àlbums de la banda. Els darrers àlbums han estat autoproduïts llevat de Fiction (2007), co-produït pel també important Tue Madsen. Giraren acompanyats pels també suecs The Haunted i Scar Symmetry per Nord-amèrica, mentre que la gira europea fou amb Arch Enemy.

## Discografia

### Àlbums d'estudi
| Títol        | Data de publicació     | Notes                                                                                           | Discogràfica                         |
| ------------ | ---------------------- | ----------------------------------------------------------------------------------------------- | ------------------------------------ |
| Skydancer    | 30 d'Agost de 1993     | Anders Fridén com a vocalista.                                                                  | - Spinefarm Records - Century Media  |
| The Gallery  | 27 de Novembre de 1995 | Primer disc amb Mikael Stanne com a vocalista. Primer disc produït per Fredrik Nordström.       | - Osmose Productions - Century Media |
| The Mind's I | 21 d'Abril de 1997     |                                                                                                 | - Osmose - Century Media             |
| Projector    | 25 de Novembre de 1999 | Disc experimental caracteritzat per la introducció d'elements propis del gòtic i el progressiu. | Century Media                        |
| Haven        | 25 de Juliol de 2000   |                                                                                                 | Century Media                        |
| Damage Done  | 20 d'Agost de 2002     | Darrer disc produït per Fredrik Nordström. Retorn al so original.                               | Century Media                        |
| Character    | 24 de Gener de 2005    | Disc auto-produït.                                                                              | Century Media                        |
| Fiction      | 17 d'Abril de 2007     | Co-produït amb Tue Madsen. Veus més netes.                                                      | Century Media                        |